# Bogumiła Matusiak
Bogumiła Matusiak (ur. 24 stycznia 1971 w Pabianicach) – najbardziej utytułowana polska kolarka szosowa. Przez większość swojej kariery amatorskiej związana z LKS Pawlikowiczanka. W kolarstwie wyczynowym od 1987. W 1997 weszła do kadry narodowej gdzie trenowała pod nadzorem Marka Szerszyńskiego, który po igrzyskach w Atenach w 2004 podał się do dymisji. Od 2002 kolarz zawodowy w Start Peugeot Lublin a od 2007 w zawodowej grupie kolarskiej „Primus”. W latach 1990–2009 jej trenerem był Marek Wojna. Po zakończeniu kariery kolarskiej w 2012 zaczęła startować w zawodach masters oraz pomaga organizować memoriał Marka Wojny, który odbywa się w Pabianicach od roku 2018 a od 2019 także zawody o Puchar Bogumiły Matusiak. W swoim dorobku ma ponad 150 wygranych wyścigów w kraju i za granicą oraz 26 tytułów mistrza Polski w kategorii Elite.
W latach 2002 – 2006 była radną w Radzie Miejskiej w Pabianicach.
W 2009 ukończyła socjologię na Uniwersytecie Łódzkim.

## Występy
Olimpiada
- 42. Ateny 2004 roku

Tour de France – sześć startów
- 1996 – 34. w kl. generalnej
- 1997 – 3. miejsce na etapie
- 1997 – 22. w kl. generalnej
- 1998 – 31. w kl. generalnej
- 1999 – wygrany 10 etap, Vaujany-Rive de Gier
- 1999 – 16. w kl. generalnej
- 2000 – 17. w kl. generalnej
- 2002 – 2. miejsce na etapie

Giro d'Italia – dwa starty
- 2000 – 18. w kl. generalnej
- 1999 – 22. w kl. generalnej

Mistrzostwa Świata
Wyścig ze startu wspólnego:
- 1993 r. – 78. Oslo (Norwegia)
- 1994 r. – 28. Palermo (Włochy)
- 1995 r. – 54. Bogota (Kolumbia)
- 1996 r. – 48. Lugano (Szwajcaria)
- 1997 r. – 54. San Sebastian (Hiszpania)
- 1998 r. – 25. Valkenburg (Holandia)
- 1999 r. – 40. Werona (Włochy)
- 2001 r. – 19. Lizbona (Portugalia)
- 2003 r. – 9. Hamilton (Kanada)
- 2004 r. – 42. Werona (Włochy)
- 2005 r. – 52. Madryt (Hiszpania)

Jazda indywidualna na czas:
- 1994 r. – 21. Palermo (Włochy)
- 1997 r. – 23. San Sebastian (Hiszpania)
- 1998 r. – 24. Valkenburg (Holandia)
- 1999 r. – 25. Werona (Włochy)
- 2000 r. – 18. Plouay (Francja)
- 2001 r. – 18. Lizbona (Portugalia)
- 2002 r. – 25. Zolder (Belgia)
- 2003 r. – 30. Hamilton (Kanada)
- 2004 r. – 17. Werona (Włochy)
- 2005 r. – 24. Madryt (Hiszpania)
- 2008 r. – 38. Varese (Włochy)

Mistrzostwa Krajów Nadbałtyckich
- 3. Jazda indywidualna na czas 1997 r.
- 3. Wyścig ze startu wspólnego 1997 r.

Mistrzostwa Polski
- 1. Jazda indywidualna na czas 1994, 1995, 1996, 1999, 2001, 2002, 2005, 2008, 2009 r.
- 1. Wyścig ze startu wspólnego 1987, 1993, 1995, 1997, 1998, 1999, 2000, 2001, 2002, 2003, 2004 r.
- 1. Górskie 1995, 1996, 1997, 1998, 1999, 2000 r.

Pozostałe wyniki:
- 1. Cadca – wyścig etapowy Słowacja 1995 r.
- 2. Tour de Feminin – Krasna Lipa 1995, 2000, 2001, 2005 r.
- 1. Tour de Feminin – Krasna Lipa 2002 r.
- 3. Eko Tour – Dookoła Polski 2004 r.
- 1. Eko Tour – Dookoła Polski 2005 r.
- 1. Eko Tour – Dookoła Polski 2006 r.